# 抓握鳥屬

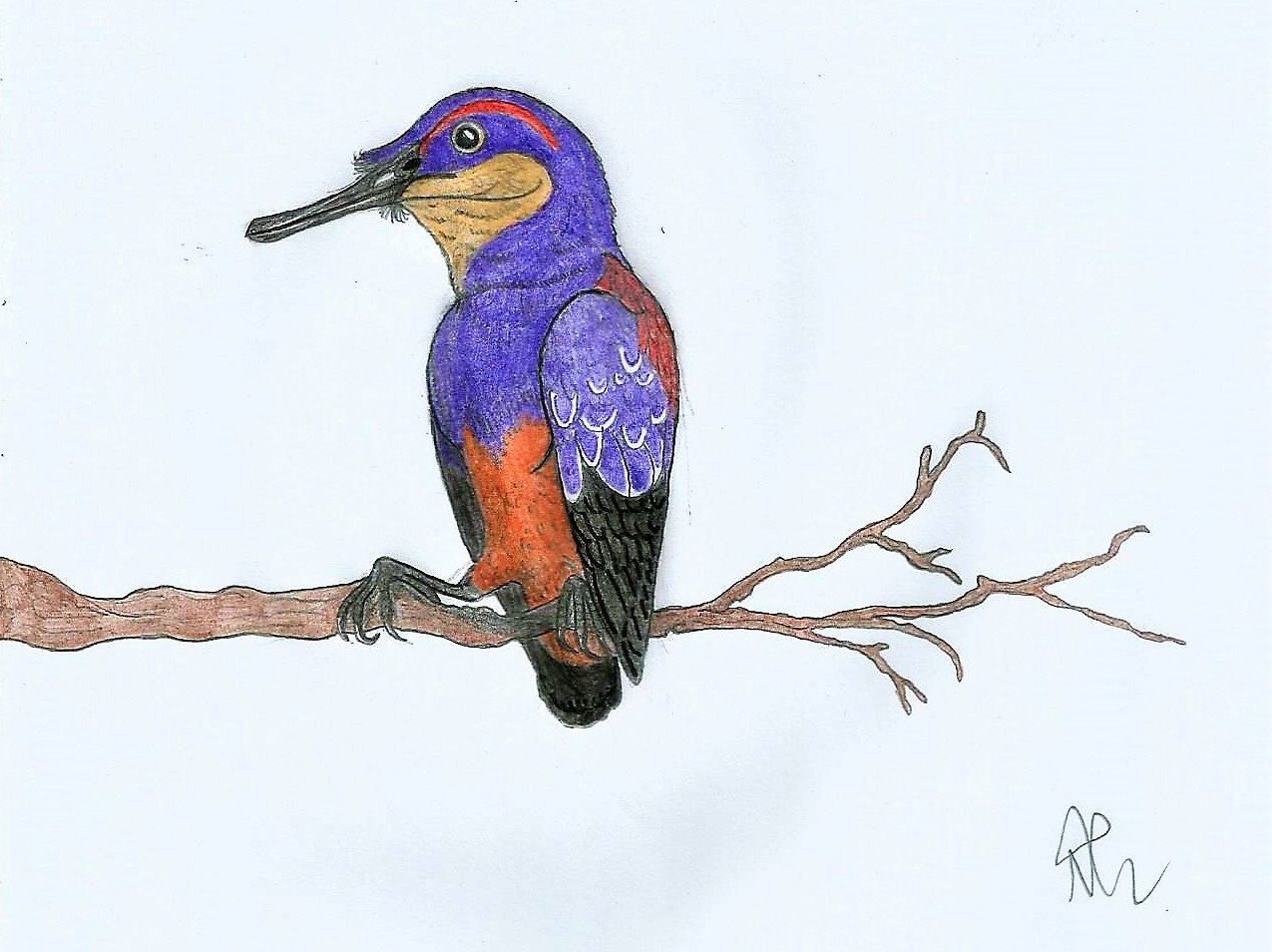
潘氏抓握鳥重建圖

抓握鳥屬是在中國遼寧九佛堂組發現的反鳥亞綱长翼鸟科下的一属，现已灭绝。 其與長翼鳥及長嘴鳥等同屬長翼鳥科的分支。